# Plan Dawes

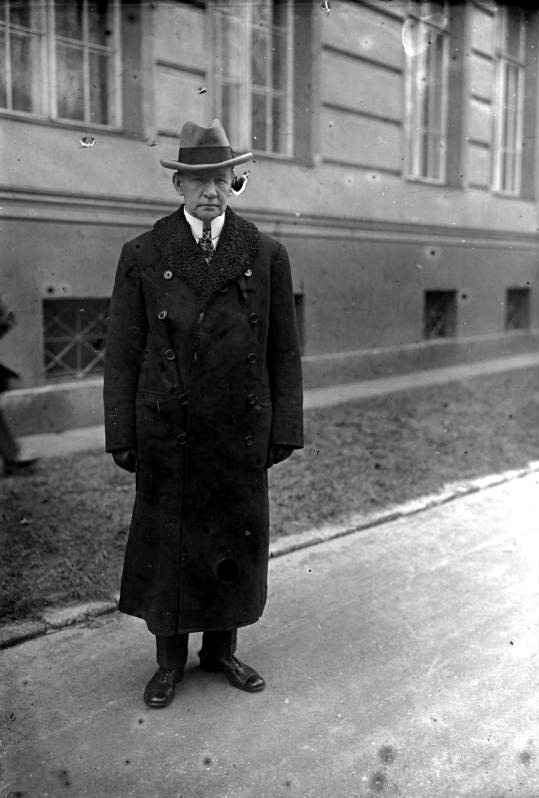
Imagen de Charles G. Dawes, presidente de la comisión encargada de reexaminar las reparaciones de guerra del Tratado de Versalles y por cuyos trabajos le otorgaron en 1925 el premio Nobel de la Paz junto al británico Austen Chamberlain.

Se denomina Plan Dawes al programa que se negoció bajo el auspicio de los Estados Unidos para conseguir que los aliados vencedores de la Primera Guerra Mundial (sobre todo Reino Unido, Francia y EE. UU.) consiguieran sus reparaciones de guerra establecidas en el Tratado de Versalles, mientras que a la vez se buscaba estabilizar la economía de Alemania y evitarle mayores perjuicios como resultado de dichos pagos. Fue publicado el 9 de abril de 1924, concluido el 16 de agosto de 1924 y entró en vigor el 1 de septiembre de 1924.

## Antecedentes
En 1919, el tratado de Versalles estableció el principio de que las naciones derrotadas en la guerra deberían indemnizar a los vencedores por sus pérdidas de guerra y había creado una Comisión de reparaciones (REPKO), como encargada de fijar la suma a pagar por este concepto. La comisión cifró en 1921 la cantidad a pagar por Alemania en 132 000 000 000 de marcos oro y estableció también el calendario de pago del importe fijado. El problema de las reparaciones alemanas se encontraba ligado con el pago de las deudas existentes en algunos países aliados, principalmente Italia, Francia y Bélgica con Inglaterra y Estados Unidos, originados asimismo por la guerra. Muchos países aliados esperaban el cobro de las reparaciones alemanas para completar sus pagos a Estados Unidos.
Muy pronto resultó claro que Alemania, en puertas de la hiperinflación, no se encontraba en condiciones de hacer frente a sus obligaciones. En 1923 la situación económica de Alemania se había hecho más difícil porque Francia y Bélgica exigieron un rápido pago de la compensación de guerra establecida y para tal fin se procedió a la Ocupación del Ruhr, a lo que respondieron los alemanes con un sabotaje económico y con la emisión inorgánica de moneda para pagar la deuda de guerra, lo cual generó una hiperinflación que desvalorizó los montos pagados como indemnización a franceses y belgas, pero que a la vez dificultó más la vida cotidiana de la población alemana.

## Elaboración del Plan
En diciembre de 1923, británicos, franceses y alemanes llegaron al acuerdo de nombrar una comisión que sería presidida por Charles G. Dawes, el primer director de la Oficina del Presupuesto de Estados Unidos. Dicha comisión debía considerar las formas de equilibrar el presupuesto alemán, estabilizando la moneda y fijando un nivel nuevo y viable de reparaciones anuales. Los expertos comenzaron su trabajo en enero de 1924 y el plan Dawes se sometió a la Comisión de Reparaciones en abril de ese mismo año.
El plan estipulaba que entre 1924 y 1929 la deuda sería abonada de una forma asumible para la economía alemana, fijándose de esta forma un pago inicial de mil millones de marcos-oro anuales, de los cuales ochocientos vendrían a ser cubiertos por un préstamo exterior y los pagos se elevarían hasta dos mil quinientos millones de marcos en 1929. Los pagos se complementarían posteriormente con una cifra que se fijaría de acuerdo con la situación de la economía alemana. El Reichsbank sería reorganizado bajo la supervisión de los vencedores, y para evitar la inflación, se le prohibía descontar los bonos del Tesoro y se le obligaba igualmente a mantener unas reservas de oro y moneda extranjera equivalentes, por lo menos, al cuarenta por ciento del papel moneda emitido.
Asimismo se estableció que franceses y belgas se retirarían del Ruhr y que sólo podrían adoptarse medidas como la ocupación del Ruhr, en caso de flagrante incumplimiento por parte de Alemania y únicamente con el acuerdo unánime de todos sus acreedores. El gobierno alemán aceptó el plan el 17 de abril de 1924 y el 24 lo hicieron los gobiernos inglés, italiano y belga. El primer ministro francés Raymond Poincaré firmó el día 25, ante el temor de verse aislado y presionado por el desmoronamiento del franco.
Para sustentar las reparaciones de guerra, se abandonó la iniciativa de requisar materias primas y bienes muebles fijadas en el Tratado de Versalles (pues ello impediría a la larga el sostenimiento de la economía alemana) y, por el contrario, las reparaciones se financiarían con impuestos al consumo, tributos aduaneros y derivados de la explotación de los ferrocarriles. Una importante fuente de financiación para la economía alemana serían los préstamos de dinero realizados directamente por EE. UU.

## Las consecuencias del plan
El nuevo plan alivió en parte la carga que implicaban las reparaciones de guerra para la economía alemana, estimuló las inversiones extranjeras en este país y ayudó a que los industriales germanos contasen con financiamiento para volver a participar en los mercados mundiales con productos manufacturados. 
No obstante, el Plan Dawes fijaba un movimiento de dinero que se sostenía casi exclusivamente en la marcha de la economía de EE. UU.: bancos estadounidenses otorgaban fondos para que su Gobierno los prestase a Alemania, el Gobierno alemán usaba gran parte de esos fondos para pagar las indemnizaciones de guerra a otros países europeos (como Gran Bretaña, Francia y Bélgica) y estos a su vez destinaban las reparaciones abonadas por Alemania para pagar a EE. UU. su propia deuda de guerra (generada porque desde 1917 EE. UU. se había convertido en prestamista de los Gobiernos de la Triple Entente, además de venderles gran cantidad de productos manufacturados durante la guerra y después de ella).
Antes de 1929, los años de prosperidad de EE. UU. influyeron en el desarrollo del plan, pues los estadounidenses no presionaban al Reino Unido ni a Francia (ni a Alemania) para devolver las deudas de guerra, y esto repercutía en las reparaciones que Alemania debía pagar a Francia (las cuales empezaban a reducirse sustancialmente). Esto hace que se elabore una reforma del Plan Dawes en la que Alemania había de pagar durante 59 años 2 000 000 de marcos/oro (fijando una paridad con el oro por si seguía devaluándose la moneda).
Sin embargo, la imposibilidad de que Alemania hiciese frente a estas deudas dio lugar a que el Plan Dawes no se pudiese aplicar satisfactoriamente. El Crack del 29 motivó que los bancos estadounidenses no pudiesen seguir prestando dinero a Alemania, lo que influyó también en las reparaciones abonadas por los alemanes a Gran Bretaña y Francia; el colapso del comercio mundial hizo que EE. UU. tampoco pudiera recibir pago alguno por parte de sus antiguos aliados europeos. Ante esta situación adversa, el Plan Dawes quedó pronto sustituido por el Plan Young.